# Pomnik Pokoju w Słubicach
Pomnik Pokoju (niem. Friedens-Denkmal) – socrealistyczny pomnik, który znajdował się na koronie wału przeciwpowodziowego w Słubicach, nieopodal ówczesnego przejścia granicznego Słubice-Frankfurt nad Odrą. Pomnik wzniesiono w okresie PRL, zdemontowano w okresie przemian politycznych na przełomie lat 80. i 90. XX wieku.

## Projekt i wymowa
Był to pomnik typu symbolicznego w duchu socrealistycznym. Dwuosiowy w pionie wspierający się na betonowym postumencie oraz sześciu masztach granicznych połączonych w poziomie dwustronnym i dwujęzycznym napisem „POKÓJ – FRIEDEN”. Zwieńczeniem betonowego postumentu był wizerunek białego gołębia, zaś zwieńczeniem masztów granicznych godła PRL i NRD.